# Palácio Jagatjit

Fachada do Palácio Jagatjit no início do século XX.

O Palácio Jagatjit é um notável palácio da Índia, situado em Kapurthala, a cerca de 21 km. de distância de Jalandhar, no Punjab. 

## História

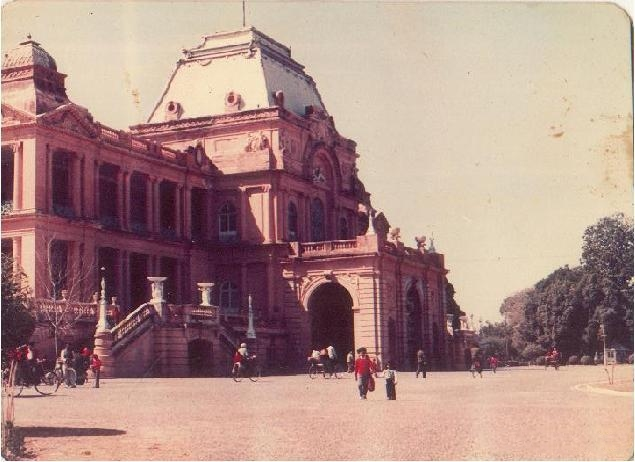
O Palácio Jagatjit na actualidade, enquanto Kapurthala Sainik School.

O Palácio Jagatjit foi mandado construir pelo Marajá de Kapurthala, Jagatjit Singh Bahadur (1872-1949), para sua residência. O palácio foi desenhado pelo arquitecto francês, M. Marcel, o qual se inspirou na arquitectura espectacular dos palácios de Versailles e Fontainebleau, constituindo um exemplar único da arquitectura francesa. O seu magnífico Durbar (Diwan-E-Khas - sala de audiências das Cortes indianas) é um dos mais refinados da Índia, com figuras em gesso e tectos pintados com representações das mais admiráveis realizações da arte e arquitectura francesas. As decorações do interior do palácio são requintadamente guarnecidas com obras de arte importadas da França, Itália e Holanda. 
A construção deste palácio, que cobre uma área total de 200 acres, foi iniciada em 1900 e ficou concluída em 1908.
Presentemente, o Palácio Jagatjit é administrado pelo Ministério da Defesa Indiano e pela Escola Sainik de Kapurthala (Kapurthala Sainik School), que funciona no edifício. 
Em frente do palácio existe um jardim abaixo da superfície, conhecido como Baija. 